# Кузнецов, Иван Александрович (Герой Советского Союза)
Ива́н Алекса́ндрович Кузнецо́в (5 января 1917, Борисоглебский уезд, Тамбовская губерния — 7 ноября 2005, Астрахань) — генерал-майор Советской Армии, участник Великой Отечественной войны, Герой Советского Союза (1945).

## Биография
Родился 5 января 1917 года в селе Репное (ныне — Уваровский район Тамбовской области). Окончил два курса сельскохозяйственного техникума. В 1936—1938 годах проходил службу в Рабоче-крестьянской Красной Армии, окончил Качинскую военную авиационную школу лётчиков. Уволившись в запас, работал лётчиком-инструктором в Донецком аэроклубе. В 1942 году Кузнецов повторно был призван в армию. С декабря того же года — на фронтах Великой Отечественной войны.
К концу войны гвардии старший лейтенант Иван Кузнецов командовал эскадрильей 107-го гвардейского истребительного авиаполка 11-й гвардейской истребительной авиадивизии 2-го гвардейского штурмового авиационного Краснознамённого Владимир-Волынского корпуса 2-й воздушной армии 1-го Украинского фронта. За время своего участия в боях он совершил 219 боевых вылетов, принял участие в 59 воздушных боях, сбив 8 вражеских самолёта лично и ещё 2 — в составе группы.
Указом Президиума Верховного Совета СССР от 27 июня 1945 года гвардии старший лейтенант Иван Кузнецов был удостоен высокого звания Героя Советского Союза с вручением ордена Ленина и медали «Золотая Звезда» за номером 7650.
После окончания войны продолжил службу в Советской Армии. В 1953 году он окончил Высшие офицерские лётно-тактические курсы. В 1973 году в звании генерал-майора он был уволен в запас. Проживал в Астрахани, в 1973—1985 годах руководил областным комитетом ДОСААФ, в 1985—1992 годах — областным Комитетом ветеранов.
Скончался 7 ноября 2005 года, похоронен в Астрахани.

## Награды
- Герой Советского Союза
- Орден Ленина
- четыре ордена Красного Знамени
- орден Александра Невского
- Орден Отечественной войны 1-й и 2-й степеней
- три ордена Красной Звезды
- медаль «За боевые заслуги»[3]
- медаль «За победу над Германией»[3]
- иностранные награды[1]
- почётный гражданин Астрахани (1994)